# Pax (mitologia)

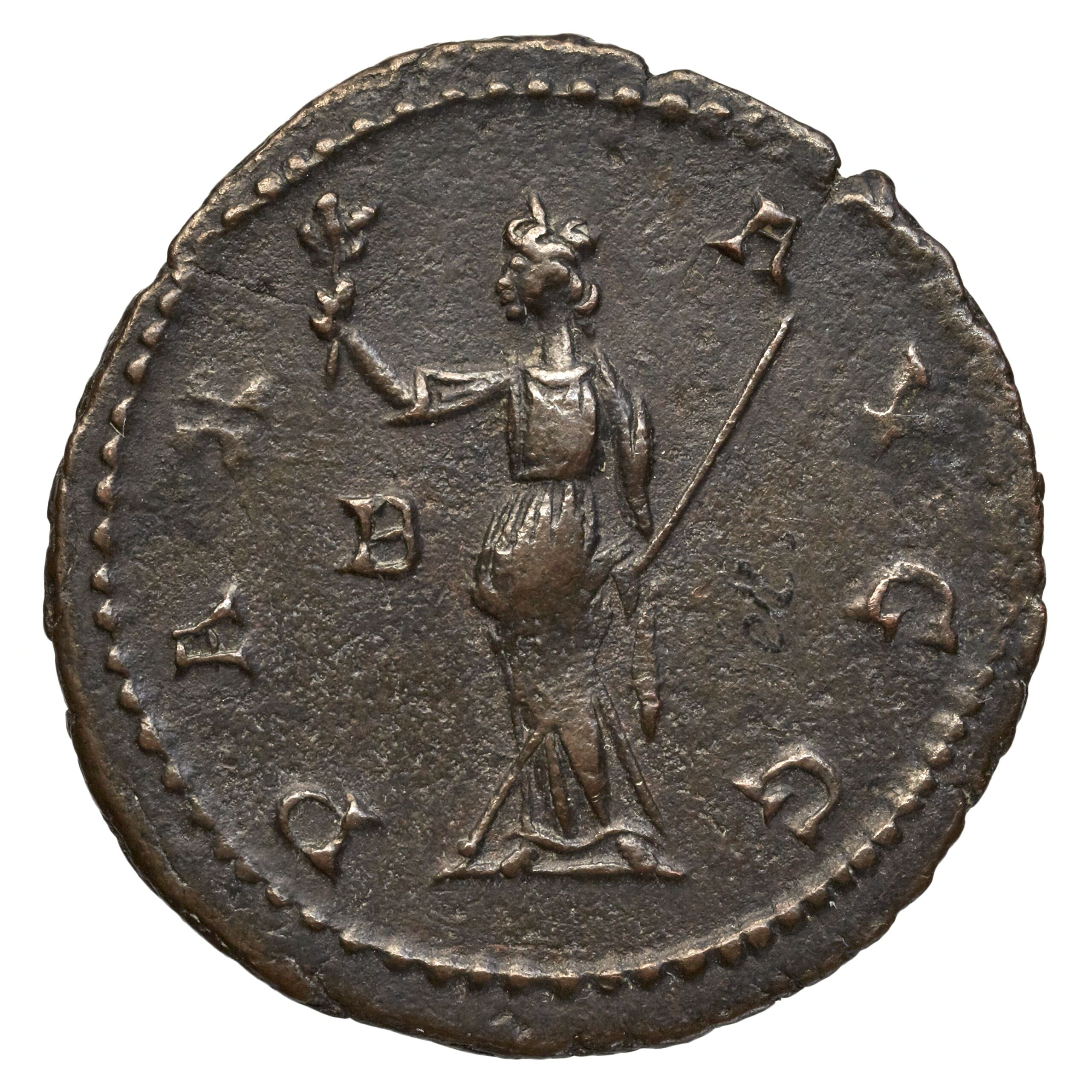
Bogini Pax z atrybutami (rewers monety cesarza Karusa)

Pax (łac. pāx – pokój, spokój, spoczynek) – w mitologii rzymskiej żeńskie bóstwo uosabiające pokój, uważana za córkę Jowisza i Iustitii. Jej odpowiednikiem w mitologii greckiej jest Ejrene.
W sztuce starożytnych przedstawiana zwykle z rogiem obfitości (cornucopiae), kłosami zbóż, gałązką oliwną i kaduceuszem.

## W rzymskim mennictwie
Pierwsze pewne wyobrażenie Pax jest kojarzone najczęściej z kwinarem Lucjusza Emiliusza Buca wybitym w 44 r. p.n.e. Awers monety przedstawiał popiersie kobiety w diademie z legendą PAXS, na rewersie znajdowało się przedstawienie dextrarum iunctio, czyli rytuału przymierza wyrażanego w sztuce poprzez uściśnięcie dłoni. Na monetach Rzymu wyobrażana stale od Augusta aż do czasów Konstantyna Wielkiego jako stojąca, siedząca lub krocząca postać kobieca w długiej szacie z wymienionymi atrybutami, a także z długim berłem albo z wiktoriolą na globie/kuli. W inskrypcjach określana jako Pax Augusta/Augusti, Pax Aeterna, Pax Perpetua, Pax Orbis Terrarum, Pax Populi Romani. Symbolizowana też przez dwie złączone w uścisku ręce (np. na monetach  Marka Antoniusza, Augusta, Antonina Piusa), a także pod postacią byka (u Wespazjana).
W trakcie wojny domowej, w tzw. roku czterech cesarzy (69 n.e.) pojawiły się emisje anonimowe związane z Pax. Zawierały legendy takie jak: PAX, BONVS EVENTVS, FELICITAS, a także PAX PR (Pax Populi Romani). Swoje pełne wyobrażenie w ikonografii monetarnej Pax zyskała jednak dopiero za rządów Wespazjana, który z jednej strony chciał w ten sposób wyrazić oczekiwany od dawna pokój wewnętrzny po wojnie domowej, a z drugiej – uspokojenie sytuacji zewnętrznej, jaką była jego kampania prewencyjna w Judei.

## W architekturze
Na fali nurtu wyrażanego poprzez propagandę pokoju Oktawian August w 9 r. p.n.e. kazał wznieść w Rzymie ołtarz – Ara Pacis Augustae,  na Polu Marsowym jako symbol zakończenia okresu wojen. 30 stycznia i 30 marca składano tam ofiary, jakkolwiek nie był to ołtarz poświęcony samej bogini. W programie ideologicznym Augusta miało znaleźć się również miejsce na posąg bogiń kojarzonych z pokojem, takich jak Concordia, Salus i Pax, o czym wspomina Kasjusz Dion (Historia rzymska LIV 35,2).                    
Do czasu pożaru Rzymu w 64 r., przy Argiletum, trakcie łączącym Forum Romanum z Suburą, znajdowała się Templum Pacis, jednak zagłada, jaka dotknęła w dużej mierze właśnie tę część miasta musiała zniszczyć i świątynię, trudno więc dziś ustalić, czy była ona poświęcona temu bóstwu. Po stłumieniu rebelii w Judei w 73 r. Wespazjan nakazał wzniesienie (prawdopodobnie na ruinach dawnej świątyni) nowej, również zwanej Templum Pacis.                    

## W czasach późniejszych
W średniowieczu zaznaczana tylko symbolicznie na niektórych monetach, np. na anglosaskich XI-wiecznych denarach z krzyżem – w postaci rozmieszczonych w jego kątach liter P-A-X-S (względnie P-A-C-X) lub też wzdłuż pola rewersu. Na średniowiecznych monetach (pensach) tamtejszych władców występuje od Kanuta do Henryka I.
Figuralnie przedstawiana również na licznych monetach i medalach nowożytnych, zwłaszcza emitowanych na okoliczność zawarcia pokoju – np. polsko-szwedzkiego w Oliwie (1660), gdzie wyobrażono ją wraz z Fides i Iustitią.   